# プロゲステロン-11α-モノオキシゲナーゼ
プロゲステロン-11α-モノオキシゲナーゼ（progesterone 11α-monooxygenase）は、ステロイドホルモン生合成酵素の一つで、次の化学反応を触媒する酸化還元酵素である。
プロゲステロン + 還元型受容体 + O2 {\displaystyle \rightleftharpoons } 11α-ヒドロキシプロゲステロン + 受容体 + H2O
この酵素の基質はプロゲステロン、還元型受容体とO2で、生成物は11α-ヒドロキシプロゲステロン、受容体とH2Oである。
この酵素は酸化還元酵素に属し、基質に特異的に作用する。酸素は酸化剤として還元されると同時に基質に取り込まれる。組織名はprogesterone,hydrogen-donor:oxygen oxidoreductase (11α-hydroxylating)で、別名にprogesterone 11α-hydroxylaseがある。